# Holostixa
Holostixa là một chi bướm đêm thuộc họ Geometridae.